# Автошлях Т 2514
Автошля́х Т 2514 — автомобільний шлях територіального значення у Чернігівській області. Пролягає територією Ніжинського, Борзнянського та Бахмацького районів через Ніжин — Бахмач — Дмитрівку. Загальна довжина — 100,6 км.

## Маршрут
Автошлях проходить через такі населені пункти:
| Автошлях Т 2514      |              |
| Чернігівська область |              |
| Ніжинський район     |              |
| Ніжин                | Р67          |
| Кунашівка            |              |
| Бакланове            |              |
| Крути                |              |
| Пам'ятне             |              |
| Хороше Озеро         |              |
| Сиволож              |              |
| Плиски               | Т 2524       |
| Велика Загорівка     |              |
| Красилівка           |              |
| Запорізьке           |              |
| Бахмач               | Т 2523Т 2531 |
| Тиниця               |              |
| Григорівка           |              |
| Шевченкове           |              |
| Дмитрівка            | Т 2515       |